# Junosť

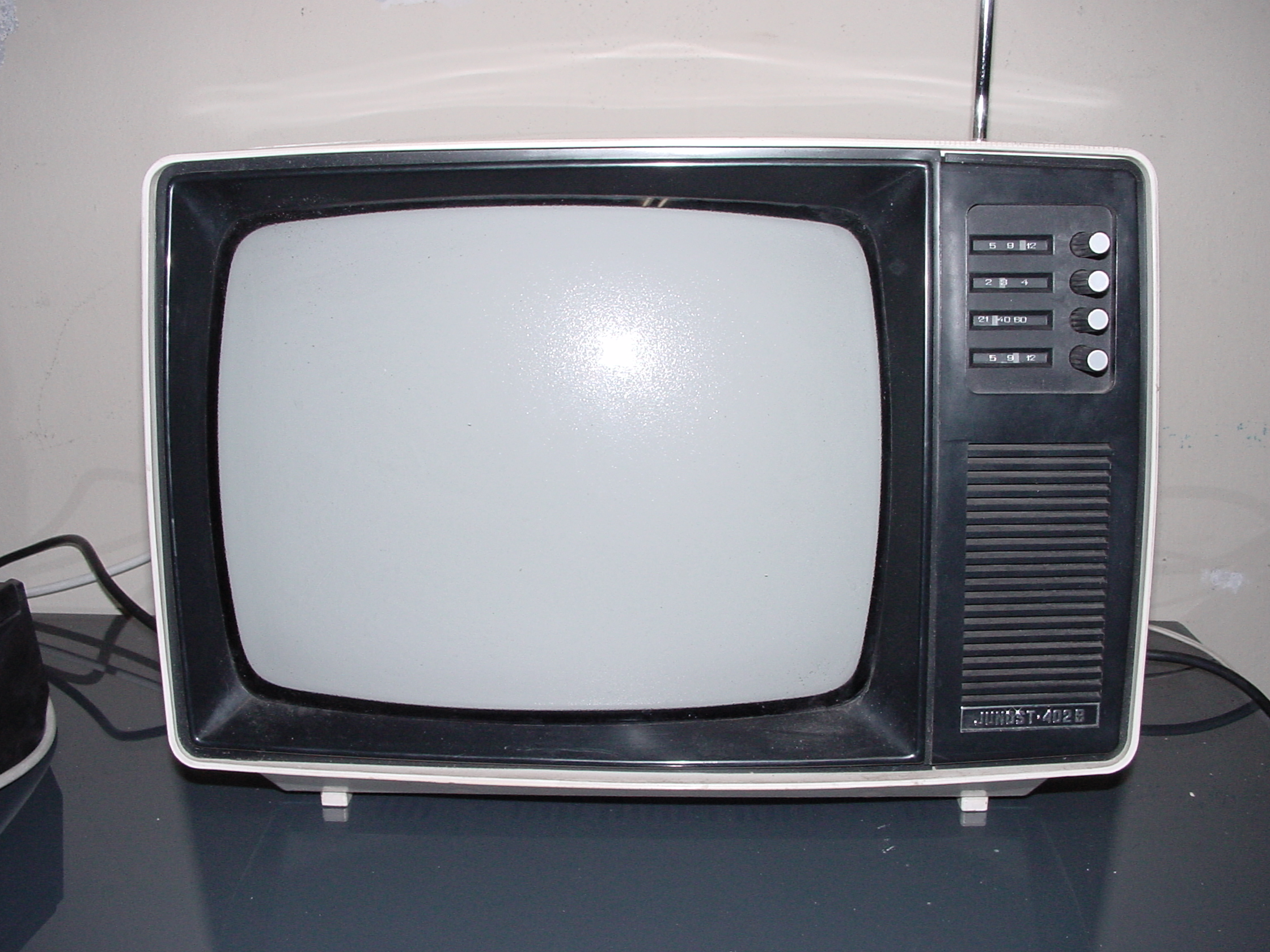
Černobílý Junosť-402B

Junosť  (rusky Юность = mládí) byly černobílé i barevné přenosné televizory sovětské výroby, prodávané v tehdejším východním bloku.

## Popis
Černobílé přenosné televizní přijímače Junosť byly s úhlopříčkou obrazovky 31 cm s vychylovacím úhlem ve směru úhlopříčky 90 st. Byly osazeny polovodiči v celotranzistorovém provedení, u prvních modelů germaniovými tranzistory, později koncem 80. let křemíkovými. Koncepce byla po celou dobu výroby téměř identická a oproti našim tuzemským výrobkům Tesla řady Minitesla, Pluto, Merkur zastaralá již v době vzniku, používala pouze dva integrované obvody a to stabilizátor ladícího napětí a hybridní IO v bloku zvukové mezifrekvence. Kanálový volič byl v prvních modelech Junosť 401 karuselového typu, později plně elektronický pro I.-V. pásmo. Televizor umožňoval napájení jak z elektrické sítě, tak z autobaterie. Tyto televizory se vyráběly od 70. let (modely 401, 402) až do druhé poloviny 80. let 20. století posledním modelem, osazeným již křemíkovými tranzistory Junosť 406. Jejich rozšíření napomohla spíše nižší cena oproti tuzemským televizorům cca 2500 Kčs.
Barevné televizory byly s úhlopříčkou 32 cm a později i 42 cm.